# Letcher (Dakota Południowa)
Letcher – miasto w Stanach Zjednoczonych, w stanie Dakota Południowa, w hrabstwie Sanborn.